# Jo Jones
Jonathan David Samuel Jones più noto come Jo Jones (7 ottobre 1911 – 3 settembre 1985) è stato un batterista jazz statunitense.
Fra i suoi soprannomi, l'ultimo e più conosciuto fu Papa Jo Jones.

## Biografia
Nato a Chicago, nell'Illinois, crebbe nello stato dell'Alabama dove imparò la pratica di numerosi strumenti, tra i quali il sassofono e la batteria. Tuttavia, col passare degli anni, fu con quest'ultima che, in occasione delle varie jam session a cui si unì, si affermò come uno dei musicisti più innovativi e tecnicamente più abili sulla scena jazzistica di Kansas City, punto di incontro di molti jazzisti nei primi anni trenta, successivi alla crisi economica.

Infatti, in quegli anni, Jo Jones consolidò la sua particolare propensione a spostare la scansione fondamentale del tempo dalla grancassa della batteria ai piatti, utilizzando la prima per accenti isolati e dirompenti, fatto che contrappose il suo stile percussionistico a quello di altri batteristi, suoi contemporanei, uno dei quali, ad esempio, era Gene Krupa. Tali sue innovazioni si dimostrarono motivo di ispirazione per i batteristi che, negli anni successivi,  si sarebbero uniti al movimento Bop, come Kenny Clarke e Max Roach.
Sempre a questo periodo (1934)  risale la sua proficua e duratura collaborazione con il già prestigioso pianista Count Basie,insieme al quale costituì complessi di varie dimensioni, tra i quali quello dei "Kansas City Seven", in cui figuravano anche musicisti come il sassofonista Lester Young e il trombettista Buck Clayton.
Jo Jones rimase con Basie fino alla prima metà degli anni quaranta e negli anni a seguire collaborò con altri musicisti, quali Coleman Hawkins, e, in qualità di bandleader, si dedicò all'attività di registrazione con un proprio complesso.

## Discografia

### Come Leader
- 1955: The Jo Jones Special
- 1957: At Newport Live
- 1959: 	Jo Jones Plus Two
- 1973: The Drums
- 1976: The Main Man
- 1985: Our Man, Papa Jo!

### Come session man
con Coleman Hawkins
- The Hawk Flies High (1957)

con Oscar Peterson
- The Oscar Peterson Trio with Sonny Stitt, Roy Eldridge and Jo Jones at Newport (1957)

con Ella Fitzgerald
- Ella at the Opera House (1958)